# Ioan Popovici (Epure)
Ioan Popovici (n. 23 august 1865 - d. 1953, în Penitenciarul Sighet) a fost unul dintre generalii Armatei României din Primul Război Mondial.
Generalul Ioan Popovici era cunoscut în armată sub numele de „Epure”, pentru a-l deosebi de un alt general din aceeași perioadă, care purta același nume. Grade: sublocotenent - 01.07.1887, locotenent - 01.03.1890, căpitan - 01.01.1894, maior - 09.05.1904, locotenent-colonel - 01.04.1909, colonel - 01.04.1912, general de brigadă - 01.04.1916.
La începutul Primului Război Mondial a comandat Partea Sedentară a Marelui Cartier General, ulterior îndeplinind alte funcții de conducere în armată.
A fost arestat de autoritățile comuniste în 1948 (la 83 de ani) murind în Penitenciarul Sighet, în 1953.